# 東格林斯特德
東格林斯特德（英語：East Grinstead）是英國的一個城市和民政教區，位於米德塞克斯和西塞克斯的交界處。東格林斯特德面積2,443.45公頃（6,037.9英畝），2001年人口普查時有人口23,942人。

## 友好城市
- 法國 佩阿日堡